# Суший, Владимир Иванович
Владимир Иванович Суший (26 июня 1960) — советский и российский футболист, нападающий.

## Карьера
Профессиональную карьеру начинал в 1979 году в горловском «Шахтёре». С 1980—1981 год проходил службу в армии. С 1982 по 1986 год выступал за пятигорский «Машук» (с перерывом в 1984 году играл за «Ротор»). С 1987 по 1993 выступал за ставропольское «Динамо».